# Bons baisers de partout
Pour les articles homonymes, voir Bons baisers de....
« De Guerlasse » redirige ici. Pour l’article homophone, voir De guerre lasse.
Bons baisers de partout est un feuilleton radiophonique, réalisé et diffusé entre 1966 et 1974 sur France Inter. Il est l'œuvre de Pierre Dac et Louis Rognoni. Il est composé de 740 épisodes. Bons baisers de partout se pose comme une parodie des feuilletons d'espionnage des années 1960 et du film de James Bond Bons baisers de Russie.

## Conception et diffusion originale
Bons baisers de partout, conçu par Pierre Dac et Louis Rognoni, est enregistré à la Maison de la Radio, dans le studio 113, à partir du 26 décembre 1965. Le feuilleton est diffusé sur les ondes de France Inter à partir du 17 janvier 1966. Le générique de début de chaque épisode est La Symphonie lorraine de Jean-Wilfrid Garrett. La durée du feuilleton n'est pas précisément déterminée à l'avance, mais ne devait pas dépasser quelques mois. Finalement, il se prolonge sur pas moins de 740 épisodes, et s'achève en 1973.

## Trame de l'histoire

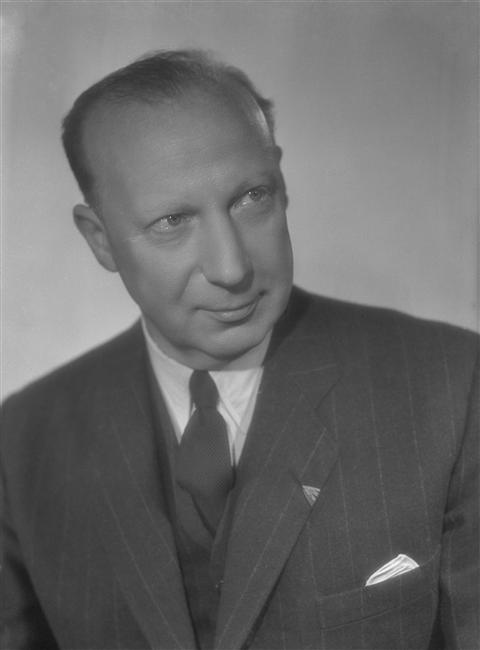
Pierre Dac en 1947.

La première série du feuilleton raconte une opération secrète menée par le SDUC (Service de documentation unilatérale et de contre-espionnage, visiblement inspiré du SDECE, dont le nom se prononçait Sdèke) : l'opération Tupeutla. Son objectif est de protéger les plans du Biglotron, une invention du professeur Jérémie Ménerlache. Dans ce but, le Colonel de Guerlasse, chef du SDUC, recrute Nicolas Leroidec (vivant au 88 bis, rue du général Motors à Houilles), ancien représentant en enclumes reconverti en agent secret.
Poursuivi par les agents doubles Zorbec Legras (contrepèterie du personnage principal du film Zorba le Grec) et Wilhelm Fermtag, Nicolas Leroidec (qui deviendra Inter 18-29) est entraîné dans des aventures à Interlaken, Venise, au Caire, ou encore à Athènes.
La saga est peuplée d'autres personnages aux noms truculents :
- Célestine Troussecotte (secrétaire du colonel de Guerlasse)
- Théodule Létendard (alias AMX-33)
- l'adjudant Tifrisse (Marie-Rose de son prénom, alias BMC n°1, de la Guadeloupe, pas de la Martinique)
- les frères Raphaël et Jules Fauderche (alias B-12 et B-14)
- Gédéon Burnemauve
- le révérend père Paudemurge (alias Pi R2)
- Dorothy de Vô
- Monsieur Maurice (qui ne faisait que passer au fil des épisodes)
- la comtesse Wanda Vodkamilkévitch (née Catherine Legrumeau), etc.
- Antoinette Duglambier dite Mémaine, la compagne de Nicolas, petite main dans l'usine de fabrication de joints de culasse Bardin, Duflac et Petit-Binet
- Albert Tunouslé (alias TTX-969)
- Julien Bougredecombre (alias SFIO-635)
- Emmanuel Tiercemolle (alias CCP-27893)
- Jean Marie Coltepatte (alias DS-19)
- Jérémie Dartimon (alias SMIC-00)
- Marcel Versten Bleuet (alias CGT-36), paronyme de Marcel Bleustein-Blanchet
- Napoléon Bougnaplat (alias INF-1)
- Edmond Lembrasure (alias 7875RT75)
- Johnny Pullmann (alias RN-7)

Le Biglotron est le nom d'une machine, fruit dans la série de l'imagination du professeur Slalom Jérémie Ménerlache, que Pierre Dac avait inventée quelques décennies plus tôt et qu'il présentait dans ses conférences scéniques ou radiodiffusées. C'est un autre nom donné au schmilblick, une machine « qui ne sert à rien, et par conséquent peut servir à tout » et de ce fait doit assurer à la France la suprématie pour des décennies dans des domaines « variés, allant de la physique thermonucléaire jusqu'à la pratique de la gynécologie dans l'espace ». 
Chaque épisode, durant de trois à douze minutes, présentait un florilège de calembours, élevé à la hauteur d'art par De Guerlasse et Pierre Dac, de références au domaine du roman d'espionnage et à l'actualité. Les personnages sont tous très caricaturaux, notamment l'adjudant Tifrisse, déclamant à de multiples reprises son couplet au sujet du rhum de la Guadeloupe, et pas de la Martinique, ou encore le fait qu'il est laissé de côté parce « qu'il est né à Pointe-à-Pitre ».
On découvrira au fur et à mesure des épisodes des choses toutes plus saugrenues les unes que les autres, comme Villeneuve-la-Vieille, l'existence de la marine auvergnate ou l'usage du phoque de garde, et des rencontres ne manquant pas de piquant, avec Xénophon Salengos, tenancier de l'hôtel Krados à Athènes, Moïse Asphodèle le philosophe-photographe, ou encore Simone Aloilpé, strip-teaseuse à l'envers pour camps de nudistes.
L'histoire se finit, après de très nombreux rebondissements, par la victoire de la France et du SDUC. Alors que les héros se préparent à fêter la victoire, on apprend l'enlèvement du mystérieux Monsieur Maurice. Alors que l'Opération Tupeutla se finit, l'Opération Maurice commence.
D'autres séries ont suivi « Tupeutla », dont « M comme… » qui ne renvoyait pas au mot de Cambronne, mais à « Mygale ».
L'émission s'accompagnait d'un indicatif musical mélangeant de la musique classique emphatique et des bruits électroniques.
Elle commençait régulièrement par « Le très honorable Jean Bardin vous présente Bons baisers de partout, une émission secrète de… chut ! ». Puis le récitant, après un « Donc ! » pompeux, résumait les épisodes précédents.
Le récitant terminait l'épisode avec deux ou trois questions relatives à la suite de l'histoire et ajoutait : « Vous le saurez en ne manquant pas le prochain épisode de notre grand feuilleton de [une activité évoquée dans l'épisode mais éloignée de l'espionnage, telle que le jardinage, la danse ou la philosophie] et d'espionnage : Bons baisers de partout ». Et l'épisode s'achevait sur « Bons baisers de partout, une émission secrète de [tonitruant et avec réverbération] Pierre Dac ET LOUIS ROGNONIIIII ! »

## Interprètes
- Alain Rolland : le récitant
- Pierre Dac : le colonel de Guerlasse
- Héléna Bossis : Célestine Troussecotte
- Paul Préboist : Nicolas Leroidec
- Roger Carel : Zorbec Legras, Monsieur Maurice
- Claude Dasset : l'adjudant Tifrisse, Jules et Raphaël Fauderche, Wilhelm Fermtag
- Jean Piat : le professeur Slalom Jérémie Ménerlache
- Lawrence Riesner : le révérend père Paudemurge
- Georges Carmier : Théodule Létendard
- Anne Caprile : Mémaine, la comtesse Wanda
- Maurice Biraud : Gédéon Burnemauve
- Pierre Trabaud : l'agent secret Pierre Wolf (qui est le nom de naissance de l'interprète)

## Éditions partielles en CD audio et livres imprimés
Bons baisers de partout a été partiellement réédité, en 2000, chez EPM Musique, en trois coffrets,, de cinq CD audio chacun, reproduits d'après les archives conservées par l'Institut national de l'audiovisuel (INA). Cette portion du feuilleton, intitulée « Opération Tupeutla » réunit les 149 premiers épisodes, d'une durée totale d'environ quinze heures, diffusés sur les ondes de France Inter entre le 17 janvier et le 24 août 1966.
Les éditions Librio ont parallèlement publié, sous la direction de Jacques Pessis, trois volumes imprimés,, reprenant, de manière condensée, la matière des 149 épisodes radiophoniques.